# Titanatemnus coreophilus
Titanatemnus coreophilus är en spindeldjursart som beskrevs av Beier 1948. Titanatemnus coreophilus ingår i släktet Titanatemnus och familjen Atemnidae. Inga underarter finns listade i Catalogue of Life.